# Гладков Сергій Ігорович
Сергій Ігорович Гладков (20 лютого 1963,
Харків — 19 жовтня 2023, Одеса) — український клоун, актор, сценарист і звукорежисер.

## Життєпис
Закінчив Одеський політехнічний інститут — факультет машинобудування та робототехніки. Ще в роки навчання в інституті створював перші клоунські проекти. Закінчив курси режисури і пантоміми. Був режисером-постановником студентських вистав.
Створив в 1985 році першу клоунську групу «Пантофон» — прообраз майбутніх проектів «Магазин Фу» і «Село дурнів». Створення клоун-групи «Магазин Фу» відбулося в 1987 році. У складі цієї групи він став лауреатом численних фестивалів. З 1989 року колектив професійно працює у Одеській державній філармонії. Вдало співпрацюють з комік-трупою «Маски».
З 1996 року клоун-група «Магазин Фу» об'єднується з комедійним дуетом «Солодке життя» (у складі Юрій Стицковскій і Олексій Агопьян) і створюють новий колектив «Каламбур», телепрограми якого з великим успіхом транслюються на різних каналах телебачення. Сергій Гладков був творцем образу Мужика в «Селі дурнів», а також низки яскравих і змістовних образів в рубриках. У рубриці «Бар Каламбур» він грав Невдаху, в «Залізному капуті» — Дранкеля, в «Крутому піке» — диспетчера і місіс Бурпл. А також був одним з авторів сценарію «Село дурнів» і різних рубрик «Каламбуру».
З 2000 року Сергій Гладков працював звукорежисером у різних ТБ-проєктах («Комедійний квартет», «Комедійний коктейль» та «Дружна сімейка»).  
З 2003 року він створює 60 серій короткометражних мультиплікаційних фільмів «S.O.S.» (як продюсер, сценарист і звукорежисер), перенісши у мальований світ полюбивших глядачем персонажів Мужика і Морячка-дурника. З тих пір і до своєї смерті працював звукорежисером над створенням багатьох фільмів і серіалів.
Помер Сергій Гладков 19 жовтня 2023. Прощання з актором відбулося 21 жовтня в Одесі.

## Особисте життя
Був одружений з Наталією Ізуграфовою, мав двох доньок: Олену та Світлану.

## Фільмографія
Звукорежисер
- Звірині війни (2001);
- Комедійний коктейль (2002);
- Дружна сімейка (2003);
- Вечірня казка (2007);
- Глупая зірка (2007);
- Коханий за наймом (2007);
- Один в Новорічну ніч (2007);
- Ти завжди будеш зі мною (2008);
- Йохан да Марья (2009);
- Комедійний квартет (2004);
- Голі та смішні (2007—2010);
- Мальчишник (2005);
- Надто грубо для Ю-туба (2011);
- Ульотні тварини (2012—2013)

Актор
- «Каламбур»;
- «Маски-шоу»;
- «Любовний трикутник»;
- «Тринь-бринь» (1994)
- «Сусіди» (2011)